# Zwift

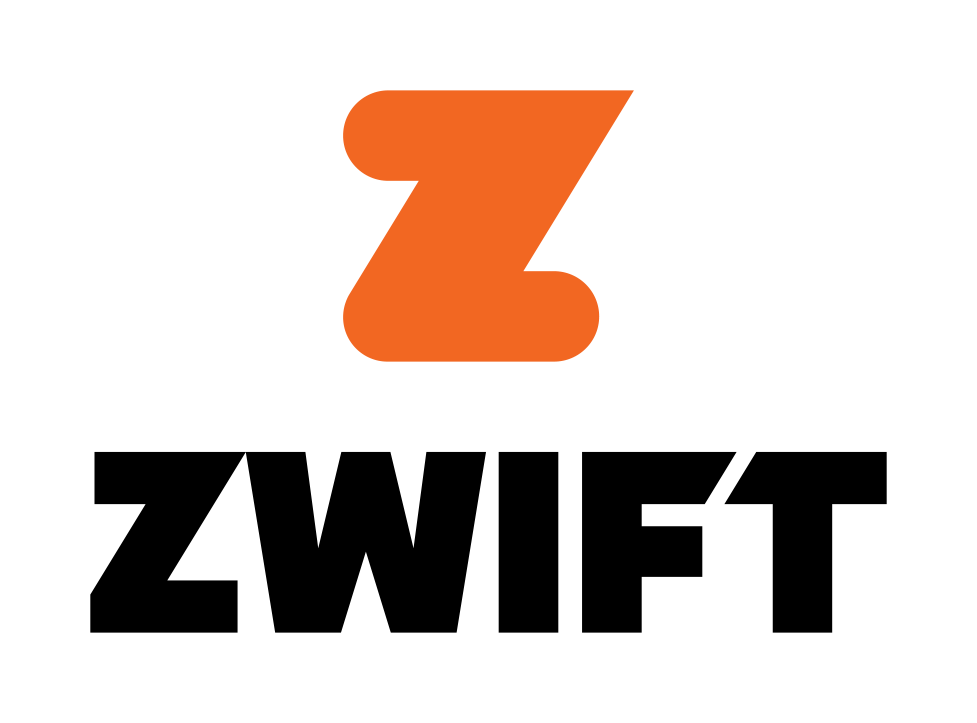
Company logo

Zwift はMMO（Massively Multiplayer Online）ゲーム形式のサイクリング・ランニングトレーニングプログラム(バーチャルサイクリング)。世界中の参加者が仮想世界の中でトレーニングしたり、競争したりすることができる。 運営企業 Zwift Inc. は、Jon Mayfield、Eric Min、Scott Barger、Alarik Myrinによって設立された。
Zwiftは、Slowtwitchのフォーラムで創設者のJon Mayfieldが「トレーニングを飽きなくする(To make training less dull)」というサイドプロジェクトとして発表したコンセプトを基にしている。 2014年9月 ベータ版リリース。 2015年10月 有料サービス開始。(月額10ドル) 2017年11月、月額15ドルに値上げ。
Zwiftを使うことで、室内でローラー台にまたがるサイクリストは、ワトピア(架空の南の島)、リッチモンド(2015年世界選手権自転車競技大会ロードレースコース)、ロンドンといった仮想世界の中を走る自分のアバターを操ることで、仮想サイクリングを体験することができる。プレーヤーは、195ヵ国からの参加者とともに、コースを自由に走り回ったり、グループライドやレースなどのイベントに参加したり、ワークアウトメニューに従ってトレーニングしたりすることができる。
ZwiftにANT+またはBluetooth Low Energy技術を介して接続されたデバイスが、ローラー台を漕ぐ動力をワット単位で読み取る。その動力に基づいて、仮想世界の中のアバターが前に進む。パワーメーター内蔵の「スマート」トレーナーは、パワー計測が正確なだけでなく、Zwift世界での路面勾配や空気抵抗の変化にともなってローラー台の負荷が自動的に変化し、仮想現実体験を可能としている。一方で従来型のローラー台を用いると、ローラー台の負荷が自動で変化することはないが、仮想世界で登り坂に差し掛かるとライダーが発生させている動力に応じて、仮想世界上でのライダーの速度が遅くなることで、仮想世界内の勾配を再現している。従来型のローラー台を用いて、仮想世界の登り勾配で速度を維持するには、ライダーはより重いギアに変速して、高い動力を発生させる必要がある。Zwiftは、ライダーのパワーセンサーの値を読み取ることもできるが、パワーセンサーを持たないライダーの場合、速度センサーのデータと、対応するローラー台のパワーカーブをもとに、ライダーの動力を見積もることもできる。
Zwiftは最初に高性能なグラフィックカードを有するWindows PC向けに提供され、その後グラフィックの要件が緩和してノートPCなどでも動作するようになった。2015年初頭、Mac OS対応。2016年12月、iOS対応、2017年11月 Apple TV対応。Android向けにはゲームプログラム本体は提供されておらず、現在開発中とされる。ゲーム本体とは別に、マップを参照する、イベントに参加する、ゲーム中でUターンする、分岐で方向を選ぶ、スクリーンショットを撮る、チャットをする、パワーアップを使用するなどの機能を備えたモバイルアプリが提供される。モバイルアプリはiOSとAndroidで使用可能。
Zwiftは、インドアサイクリングの「ゲーム化」と「ソーシャル化」という2つのコンセプトで、従来苦痛だったインドアサイクリングを楽しいものに変えたことで広く知られることとなった。また、スマートトレーナーの需要が爆発的に増加し、スマートトレーナー革命と呼ばれる現象が発生するに至った。このことにより瀕死の状態にあったローラー台業界の Wahoo Fitness、Tacx、Elite、CycleOps といった各社の業績が大幅に改善した。
Facebookグループをはじめとする、Zwiftに関連するオンラインコミュニティも多数発生した。
また、ポッドキャストや、ストリーミングチャンネル、包括的なWebサイト などのメディアも形成されている。
多くの企業同様、Zwiftは加入者数を開示していないが、2016年10月、Tech Crunchによるとアクティブアカウント数は17万。2017年5月、CEO Eric Minはポッドキャストでアカウント数が30万に達していることを示唆した。2018年1月現在、アカウント数は55万を超えたと推定されている。 
Zwiftはバーチャルサイクリングの先駆者ではなく、Zwift誕生以前にも仮想現実でトレーニングをする同様のソフトウェアは存在した。しかし、3D技術を駆使して多くのユーザーを呼び込み、屋内サイクリングという新しい業界を定着させたという点でZwiftが大きな役割を果たしたといえる。また、「ズイフター(Zwifter)」という言葉が一般的な自転車用語として定着した。

## バーチャルサイクリングの歴史
屋内トレーニングにはいくつものメリットがある。例えば天候が悪いときに屋外でトレーニングするのは危険がつきまとうが、屋内では安全にトレーニングができる。怪我からのリハビリテーションにもインドアトレーニングが有効とされる。地形や交通、信号などの影響を受けないため、必要なトレーニング強度、時間に応じて正確な練習ができる。
器具を用いた屋内サイクリングは非常に長い歴史があり、原始的な屋内トレーニング器具は1880年代にすでに登場している。コンピューターや録画器具がなかった頃は、サイクリストにとって屋内トレーニングはきわめて退屈で、能力を維持するためにいやいや行うこととされていた。「壁をぼーっと見つめる」という言葉もこの頃から使われるようになった。この時代には音楽を聴くことが唯一の楽しみだった。
1980、1990年代になると、VHSなどの映像機器が登場し、ツール・ド・フランスなどの映像を見ながらトレーニングができるようになった。
トレーニングビデオが一般的になった頃には、すでにビデオゲーム形式のトレーニングソフトウェアが登場し始め、Exergaming (エクササイズとゲームを合わせた造語)と呼ばれた。最初のものは1980年に登場した Autodesk Highcycleとされる。建築設計企業のAutodeskが開発し、専用のトレーニング機器を必要とした。1982年には、ATARIが "puffer" というコードネームで、同社の8ビットコンピュータに接続して使用することを想定し、ペダルとハンドルの操作を行う専用の機器を開発していた。しかしアタリショックの影響でこのプロジェクトは中止となり、日の目を見ることはなかった。
1980年代には、電子制御で負荷を制御でき、ライダーの動力をワット単位で計測する個人用の屋内ローラー台が登場した。これ以前は、動力を計測するには非常に高価な研究室レベルの機材を必要としていた。RacerMateは1986年に、 Nintendo Entertainment System 向けに Computrainer というローラー台と、「Racermate Challenge」というゲームを発表した。Computrainer は、サイクリストが自分の自転車をローラー台にセットでき、負荷が自動で電子制御されるローラー台としては最初のものだった。負荷ユニットは、ゲーム画面に表示される仮想世界の地形に応じて負荷が変化する。画面には地形のほかに、ライダーの動力や心拍数、ケイデンスが表示された。Racermate ChallengeにComputrainerを二つ接続すると、二人のライダーが対戦することも可能であった。Computrainerはその後も開発が続けられ、2018年初頭に販売を終了した。
シンガポールの The Sufferfest社は、プロのレース映像と、インターバルトレーニングを組み合わせた映像トレーニングソフトウェアを開発した。
ブロードバンド接続が一般的になるにつれ、通信を用いて遠く離れた場所のサイクリストと共にトレーニングを行うソフトウェアも登場するようになった。2005年にアメリカの Netathlon 社が発表したソフトウェアでは、仮想世界の地形に応じてローラー台の負荷が変わったり、通信機能により仮想世界内でグループライドを行う機能もあった。Netathlonのグラフィックは当時の基準で見ても非常に原始的なもので、ゲームの動作にも不安定さが報告されていたが、Netathlon愛好家のコミュニティが形成され、月などの仮想現実コースでグループライドが行われていた。
オランダのローラー台製造業、Tacx社もこの分野の先駆者であり、Tacx Training Software というソフトウェアを同社のハイエンドローラー台のユーザー向けに提供していた。ネット接続で遠方のライダーと対戦する機能もあった。このソフトウェアでは欧州のさまざまな地形が再現されており完成度は高かったが、Tacxはこのプログラムをローラー台の価格とは別の有料サービスとしたため、充分なユーザー数を集めることができなかった。

## ベータテスト以前
2012～2013年、創設者の Eric Min は Alarik Myrinと共に10年以上手掛けていたエネルギー取引企業 Sakonnet Technology  を売却して以降、次のビジネスの構想を練っていた。Eric Minは有能なアマチュアサイクリストで、Sakonnet時代にはニューヨークのサイクリングクラブ CRCA を後援していた。しかし「自己の感情でビジネスをすると失敗する」という持論から、サイクリングビジネスへの参入は検討していなかった。
Eric Minは当時ロンドン中心部在住で、場所と時間の制約から常にローラー台でトレーニングしており、その退屈さに常に不満を持っていた。またこの退屈さは「ソーシャル化」で解決できると考えていた。Minは、自分の兄に「自分の知っている分野でビジネスをするべきだ」と説得され、考えを変えてサイクリング分野への参入を決意した。Alarik Myrinもこの説得に加わった。Minは Scott Bargerと共に欧州の自転車ブランドと協議を重ね、「ソーシャル化」がビジネスになるとの確信を得た。
2012年4月、Jon Mayfield はSlowtwitchに趣味のプログラムを投稿した。Mayfieldは15年間ゲーム業界でグラフィックスに関する仕事をしており、平日の夜や週末の時間を使ってこのプログラムを趣味で開発していた。Mayfieldは「トレーニングを飽きなくしたい(To make training less dull)」と考えており、この自作プログラムを使って、自身で2年間トレーニングしていた。このプログラムはセンサーが発するANT+の信号を読み取って画面に反映するだけでなく、後にZwiftが膨大なユーザー数を獲得するうえで最大の特色となる、「安価なローラー台とスピードセンサーの組み合わせから、ライダーの動力を推測する」という機能を備えていた。Mayfieldはこのプログラムを製品にしたいと考えていた。 
このプログラムを見たEric Minは即座にMayfieldに連絡をとってロサンゼルスに飛び、MayfieldとともにZwiftビジネスを立ち上げることとなった。他にもこのプログラムに関するビジネスの提案はあったが、Mayfieldは全て断った。Mayfieldは初めてEric MinとScott Bergerに会って、プログラムをプレゼンするとき、心拍計を付けていた。Mayfieldの安静時心拍は40台なのに、立って説明しているだけで緊張のあまり心拍110以上まで上がったと回想している。
2014年1月、Eric MinとAlarik Myrinによる資本金35万ドルでZwift Inc.がスタートした。

## ベータテスト時代
カリフォルニア州ロングビーチにある小さなオフィスで、Mayfieldは小さな開発部隊を率いて「Jarvis Island」という仮想世界を舞台にするZwiftの最初のバージョンを完成させた。「Jarvis Island(ジャーヴィス島)」は太平洋に実在する無人島で、Zwiftで走行したデータがStravaにアップロードされると、ジャーヴィス島のGPS座標を走ったように見える仕組みであった。
この仮想世界は4.9kmの短いコースを持ち、海岸のヨットハーバーと巨大な木の生える森林を結ぶ非常に小さいマップだった。海岸のヨットハーバーにはイタリア風の建物が建ち並び(のちにワトピアに同様の建物が移植された)、ヨットやヤシの木が並ぶ風景だった。なお現実のジャーヴィス島の景色とはまったく異なっている。これはJon MayfieldがSlowtwitchに投稿したプログラムとの共通点が多かった。コースは比較的平坦で、二つの非常に短い上り坂があり、時計周り、反時計周りそれぞれの方向に走ることができた。ベータ時代にすでに、ラップリーダージャージやKOMジャージ、スプリントジャージなどの機能や、ドラフティングの空力といった要素が実装されていた。
2014年9月30日にZwiftはこのプログラムをクローズドベータとして開始した。初期にはWahoo KICKRといったスマートトレーナーのユーザーが主にこのクローズドベータプログラムに招待された。1000人のベータテスター募集に13000人ほどの応募があったとされる。
Zwiftはピナレロ, RaphaやWahooなどの企業との提携を発表し、ロンドン、ニューヨーク、サンフランシスコなどのRapha店舗で積極的に広報活動を行っていた。
2015年1月にZwiftはオープンベータに移行すると発表した。この頃には約23000人がベータ参加を申請していた。実際に申請した全員が招待されるようになったのは2015年2月頃。この頃Mac OS用のZwiftクライアントの開発が進められていた。
2015年4月22日、Zwiftは、新マップであるワトピアへの「引っ越し」を発表し、Jarvis Islandマップの提供を終了した。初期のZwiftベータテスター達は、Jarvis Islandのマップに郷愁を感じており、コミュニティで時折Jarvis Islandの復活を望む声が聞かれる。Zwift Inc.はJarvis Islandの復活について態度を明らかにしていない。
2015年9月3日、リッチモンド世界選手権自転車競技大会ロードレースの開催に合わせて、同コースがZwiftにも実装された。
2015年10月30日、Zwiftは月額10ドルの正式サービスに移行し、ベータテストが正式に終了した。

## マップ
2018年1月現在、Zwift世界には3つのマップが提供されている。ユーザーは走るマップを自由に選ぶことはできず、日付によって自動的にマップが選択される。どの日付にどのマップを走るかは、Zwiftのゲーム内や同社の公式ウェブサイト  、あるいは外部のウェブサイトに記載されている。ユーザーが自由にマップを選べない制限はSNSで頻繁にやり玉に挙げられる。Eric Min CEOによると、現在はライダーが孤独を感じないようにするため敢えてコースを制限しており、この制限はコース上に十分な人数のライダーが存在するようになれば解除され、ユーザーが自由にマップを選択できるようになると説明している。
ワトピアは架空の島で、さまざまな地形を含む。砂浜や海中トンネル、イタリアの市街地、アルプスの山脈、火山の内部、そしてジャングルやマヤ文明の遺跡といった地形をモチーフにしている。地形や景色の豊富さから、人気マップとなっている。長い平坦セクションから、急峻な山岳コースまでさまざまなコース取りが可能なのが特徴である。
ロンドンは Prudential Ride Londonのコースを模したマップ。ビッグ・ベン、トラファルガー広場、ザ・マルといったロンドン中心部と、郊外のSurreyという地区を結ぶコース。ただしロンドン中心部からSurreyまでの途中の路程がすべて再現されているわけではなく、ロンドンの地下鉄に潜るとSurrey地区のBox Hill、Leith Hillに「ワープ」するというゲームならではの演出で、ロンドン中心部とSurreyの山並みが結ばれている。Box Hillの反対側には仮想の山道である"Fox Hill"が配置され、Leith Hillの反対側には同様に仮想の山道である"Keith Hill"が配置されている。
リッチモンドは2015年世界選手権自転車競技大会ロードレースでプロサイクリスト達が走行したコースを再現した市街地マップ。ロンドンのようなワープといった演出をもたず、バージニア州リッチモンド市街地の忠実な再現となっている。このマップはZwift Inc.が初めて現実世界を再現しようと試みたマップでもある。登場した当初はワトピアと人気を二分するほどの人気だったが、その後ワトピアが拡張を重ねさまざまな地形に富んだマップに成長したのに対し、リッチモンドは拡張が行われず、現在では人気がなくなっており、月に１、２日程度しか提供されない。コースプロファイルは主に平坦で、コースの終盤に短い上り坂が３つある。テンポの良い上り坂が続くため、レース志向のユーザーには比較的、好意的に受け止められている。
ワトピアとロンドンのマップは何度も拡張が重ねられており、ユーザーに好意的に受け止められている。拡張のアップデートが来る数日前には Eric Min CEO が拡張コースを試走し、スポーツ系SNS Stravaに投稿する。その投稿をみたユーザーが期待に胸を膨らませるといったサイクルが形成されている。Eric Min CEO の Strava アカウントには8000人以上のフォロワーが居る。
Zwiftは2018年にワトピア、ロンドン、リッチモンドとは異なる完全に独立した４つ目のマップを追加することを発表している。

## コミュニティ
他のMMOと同様、Zwiftにも大きなコミュニティが形成されている。最大のものはFacebook上のZwift Ridersグループで、主に英語圏から4万人以上(2018年1月現在)の参加者で構成されている。Facebook上には他にも各国のグループが100以上あると考えられている。日本向けのZWIFTライダース (JAPAN)グループもその一つ。Facebook CEOのMark Zuckerbergが怪我した際のリハビリにZwiftを使用したことも知られている。Zwift自身のFacebookページには18万5千(2018年1月現在)のフォロワーが居る。
Facebookには国別グループ以外にも、年齢別、体重別、速さ別、女性向け、レーサー向け、果てはチラ裏(文句をぶちまけたり、どうでもいいことを書き込んだりする目的の)グループまである。また、実際のサイクリングコミュニティ同様、Zwift上のサイクリングクラブも形成されている。KRT、ODZ、WBR、Zwift Fitness、TFCといった非常に大きなクラブから、非常に小さなローカルクラブまである。大きなクラブは、グループライドやレースイベントを自ら主催していることもある。
またFacebookの他にもTwitterやInstagram、匿名掲示板などでもコミュニティが存在する。ZwiftとStravaは初期から深い関係があり、Zwiftでのライドが自動的にStravaにアップロードされるため、Stravaを通して他のZwifterを見つけることができるようになっている。このこともコミュニティの構築に貢献している。Zwiftのモバイルアプリにも、他のZwifterをフォローしたり、通知を受けたり、チャットをしたりする機能がついている。
ストリーミングでの放送もコミュニティで重要な役割を担っている。TwitchやFacebook Liveを用いて、グループライド、レース、トレーニング、コーチング等のZwiftに関連する番組が日夜放送されている。中でも最大のものはFacebook上のZwift Community Liveというチャンネルである。
Zwift Inc.の関係者もZwiftコミュニティへの露出が高く、頻繁にコメントを投稿したり、テクニカルサポートを提供したりする場面すらも散見される。
コミュニティはZwift社にとっても重要なもので、問題が発生した場合、多くはZwift社への質問でなくコミュニティでユーザー同士で解決するため、Zwift社の負担が軽減している。また、イベントの多くはコミュニティ自身で開催されている。(一部Zwift社が公式に提供するものもある。)この点でもZwift社の負担が大幅に軽減している。また最大の効果として、レースイベントの開催、ランキング等もコミュニティによって行われていることが挙げられる。ZwiftPower や CVR といった第三者団体がレースの結果を統括、ランキング等を管理している。中でもレースルールを守らない者への罰則といった、Zwift社自身では出来るだけやりたくないことが、コミュニティで実現されており、Zwift社にとって非常に有り難い状況といえる。
Zwift社もこれらのコミュニティに対してサポートを提供しており、中でも ZwiftInsider website、Zwiftcast podcast、Shane Miller氏のYouTubeチャンネル(GPLama) channel、Zwift Community Live platformといった重要コンテンツに感謝を表明している。

## レース
Zwift世界でのレースは、ベータテストの初期からすでに行われていた。初期のベータテスターによると、初期マップのJarvis Islandですでにレースが行われており、2015年5月には(2015年4月から提供が開始された)新マップのワトピアでレースが行われている証拠が残っている。
最も初期のレースシリーズは、2015年後半に構成されたKISSで、Zwift World ChampionshipやeCritなど、Zwift Inc. と協調して多くのレースを開催している。